# Mimoun Azaouagh
Pour les articles homonymes, voir Mimoun.
Mimoun Azouagh né le 17 novembre 1982 à Beni Sidel au Maroc est un footballeur germano-marocain.

## Biographie
Il a néanmoins choisi de jouer pour la sélection allemande et opté pour cette nationalité. Mais avec la nouvelle réglementation F.I.F.A. il peut choisir de jouer pour le Maroc. Azouagh qui s'est battu avec beaucoup de blessures et manque de reussite pendant sa carrière, a maintenant même des problèmes à s'intégrer à l'équipe du Maroc. L'équipe d'Allemagne est devenu complètement irréaliste pour Azaouagh à cause du fait qu'il n'est pas titulaire dans son équipe, même pas en deuxième division allemande.
En 2014, il prend officiellement sa retraite.

## Palmarès
- Schalke 04
  - Vainqueur de la Coupe de la Ligue allemande en 2005.